# Maciejowa Wola
Maciejowa Wola (niem. Balschdorf, do 1938 Matzwolla) – wieś w Polsce położona w województwie warmińsko-mazurskim, w powiecie gołdapskim, w gminie Banie Mazurskie, w sołectwie Rogale.
Wieś została założona przez osadników polskich.
W latach 1975–1998 miejscowość należała administracyjnie do województwa suwalskiego.